# 1SWASP J093010.78+533859.5
1SWASP J093010.78+533859.5 is een stersysteem in het sterrenbeeld Grote Beer.
Het stersysteem bestaat uit  5 sterren. Aanvankelijk werden twee sterren ontdekt die zo dicht bij elkaar staan dat hun atmosfeer elkaar raakt. Beide sterren doen er zes uur over om rond elkaar te draaien.
Op een afstand van ongeveer 21 miljard kilometer daarvandaan werd een tweede paar sterren ontdekt, alsook een vijfde ster die ongeveer 2 miljard kilometer van het tweede paar staat. De vijf sterren zijn verbonden door de zwaartekracht en vormen daardoor geen afzonderlijke systemen. Vooralsnog zijn er geen planeten ontdekt in het stelsel.
Het stersysteem - dat op ongeveer 138 lichtjaren van de aarde ligt - werd ontdekt op basis van data van het 'Super Wide Angle Search for Planets project' op de Canarische Eilanden.